# Baubo
Dans la tradition orphique de la mythologie grecque, Baubo (en grec ancien Βαυϐώ / Baubố) aussi connue sous le nom de Iambé, est une figure féminine liée aux mystères d'Éleusis et à l'histoire de Déméter et Coré. Sa représentation n'est pas sans rappeler Lajja Gauri, déesse Nature dans l'hindouisme.

## Mythe

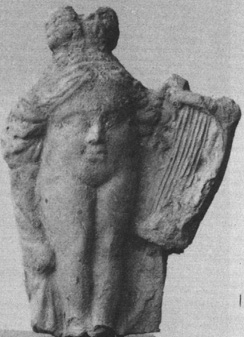
Figurine en terracotta représentant Baubo trouvée sur le site de Priène.

Baubo est associée à l'épisode de l'enlèvement de Perséphone par Hadès. Déméter, sa mère, la cherche par toute la Terre. À Éleusis, elle est accueillie par Baubo. Plongée dans son chagrin, elle refuse le cycéon (mixture d'orge et d'herbes) qui lui est offert. Baubo entame alors une danse comique, retrousse son péplos et, « découvrant ses parties, les montre à la déesse »,. Le jeune Iacchos, qui se trouve là, agite la main sous le sein de Baubo. Réjouie par le spectacle, Déméter accepte finalement la boisson. Le récit provient du fragment d'un hymne orphique préservé par Clément d'Alexandrie dans son Protreptique et, sous une forme différente et probablement corrompue, par Arnobe dans sa traduction latine du texte de Clément d'Alexandrie. Il trouve son parallèle dans l’Hymne homérique à Déméter où une certaine Iambe, fille de Pan et de la nymphe Écho, dans des circonstances similaires, fait rire la déesse par des plaisanteries grossières. Le nom de Baubo est un doublet de celui de Iambé ; il se rattache vraisemblablement au verbe βαυϐάω /  baubáô, « dormir, endormir ». Il évoque donc naturellement une nourrice ; le mot désigne également le sexe féminin.
Ces deux récits correspondent à un rituel précis des mystères d'Éleusis, les Γεφυρισμοί / Gephurismoí, littéralement les « railleries grossières ». Quand les mystes (les initiés) en procession atteignent le pont à la frontière entre Athènes et Éleusis, à la tombée de la nuit, des figures masquées les accueillent par des plaisanteries et des gestes obscènes. Dès que les premières étoiles apparaissent, à l'instar de Déméter chez Baubo, les mystes rompent le jeûne. On a également suggéré que le rituel de l'exposition indécente (ἀνάσυρμα / anásurma) remontait originellement aux Thesmophories, festivités en l'honneur de Déméter.
La liaison entre le rire, la divinité et l'exposition du sexe féminin est bien connue et répandue dans les époques et dans les cultures, comme les anthropologues et les médievistes aussi ont démontré (voir par exemple la vidéo en note).

## Littérature et philosophie
Baubo est mentionnée dans le Faust de Goethe. L'écrivain allemand la fait apparaître dans la « Nuit de Walpurgis » de la première partie de la tragédie. C'est une fête où les sorcières sont conviées et à laquelle assistent Faust et Méphistophélès. Une voix s'écrie : « Et voici la vieille Baubo / Sur une truie au grand galop ». Le commentateur Bernard Lortholary précise en note que « Les contemporains de Goethe (Herder p. ex.) employaient ce nom pour désigner une dévergondée ».

À la suite de Goethe, le philosophe Friedrich Nietzsche évoque Baubo dans la préface à la deuxième édition du Gai Savoir , pour figurer la Nature. Il écrit : 
« Avis aux philosophes ! On devrait mieux honorer la pudeur avec laquelle la nature se dissimule derrière des énigmes et des incertitudes bigarrées. Peut-être la vérité est-elle une femme qui est fondée à ne pas laisser voir son fondement ? Peut-être son nom, pour parler grec, serait-il Baùbo ? »
Une note de Marc de Launay précise que Nietzsche s'inspire de Clément d'Alexandrie et renvoie à l'ouvrage Baubô, la vulve mythique de Georges Devereux.
La philosophe française Sarah Kofman relève que la figure de Baubô serait également évoquée dans les Fragments posthumes de Nietzsche.
Catherine Clément en fait mention dans La Jeune née, coécrit avec Hélène Cixous.

## Représentations artistiques
On appelle des « Baubos » des figurines en terre cuite représentant une femme exposant son sexe[réf. nécessaire].

## Poésie Iambique
Les anciens croyaient que le nom de la poésie iambique provenait de Iambé, qui aurait, en dansant au mètre iambique, réussit à faire rire la déesse Déméter quand celle-ci cherchait partout sa fille Perséphone.
Sous le nom de Iambé, elle était parfois dite fille de Pan et Écho.

#### Études
- Monique Broc-Lapeyre, « Pourquoi Baubô a-t-elle fait rire Déméter ?», cahier Recherche sur la Philosophie et le langage n°5, deuxième trimestre 1985, Université Grenoble 2 et U.A. 1230 CNRS.
- Georges Devereux, Baubô, la vulve mythique (1983), Paris, Payot, coll. « Petite Bibliothèque Payot », 2011, nouv. éd. revue et augm. d'un texte de Sigmund Freud et d'un texte de Sándor Ferenczi.
- (de) F. Graf, Eleusis und die orphische Dichtung Athens in vorhellenisticher Zeit, Berlin, De Gruyter, 1974.
- Tobie Nathan, « Baubô », in Psychanalyse païenne, Paris, Odile Jacob, 1988.
- Maurice Olender, « Aspect de Baubô », in Revue de l'histoire des religions, no 202 (1985), p. 3-55.
- Salomon Reinach, « Le rire rituel », in Cultes, Mythes et Religions, t. IV, Éd. E. Leroux, 1912.
- Christian-Georges Schwentzel, "La vulve de Baubo : humour féminin et obscénité positive", The Conversation, janvier 2022 ; lire en ligne : https://theconversation.com/la-vulve-de-baubo-humour-feminin-et-obscenite-positive-173458

#### Mentions dans la littérature
- Johann Wolfgang von Goethe, Faust, 1808 – 1832.
- Friedrich Nietzsche, Le Gai Savoir, 1882.